# Wang Leehom
Lee-Hom Wang (Rochester, 17 mei 1976) (jiaxiang: Guangdong, Panyu) of Wang Leehom zoals hij meestal op het internet wordt genoemd, is een Chinese zanger en R&B-artiest uit Amerika. Zijn voorouders kwamen uit de Chinese provincie Guangdong en woonden in een buitenwijk in Kanton. Zijn ouders komen uit Taiwan.
De zanger is zeer beroemd in Taiwan, China, Maleisië, Hongkong, Singapore, Japan, Thailand en in de rest van Zuidoost-Azië. Hij wordt vaak gevraagd om in reclamefilmpjes te spelen. Hij spreekt vloeiend Engels, Mandarijn, Japans en Frans, ook spreekt hij Kantonees en Thai. Hij studeerde muziek en Asian Studies op het Williams College. Daarnaast studeerde hij 2 semesters op het Berklee College of Music.

## Artiest
In 1995 ondertekende hij een contract bij een Taiwanese platenmaatschappij. Hij heeft een substantiële invloed gehad in de groei van de Chinese muziekindustrie.
Wang Leehom kan op tien verschillende muziekinstrumenten spelen, waaronder de piano, drumstel, gitaar, basgitaar, viool, vibrafoon, harmonica, erhu, xun en andere instrumenten. Hij verklaart grote interesse in de Chinese cultuur te hebben en daarom verwerkt hij vaak Chinese muziek in zijn liedjes. De meeste van zijn videoclips zijn Chinees getint door bijvoorbeeld elementen uit een Peking-opera en Chinese dansers te gebruiken. In veel liedjes rapt hij en wordt er over liefde gezongen. Meestal zingt hij Chinees, soms zingt hij ook Engels en Japans.

## Films
| Uitgebracht | Engelse titel           | Chinese titel |
| ----------- | ----------------------- | ------------- |
| 2011        | The Founding of a Party |               |
| 2010        | Love in Disguise        | 戀愛通告      |
| 2010        | Little Big Soldier      | 大兵小將      |
| 2007        | Lust Caution            | 色，戒        |
| 2005        | Starlit High Noon       | 真昼ノ星空    |
| 2003        | Moon Child              | 月光游俠      |
| 2001        | The Avenging Fist       | 拳神          |
| 2000        | China Strike Force      | 雷霆戰警      |
| 1999        | The Iron Giant          | 鐵巨人        |

## Albums
| Uitgebracht       | Engelse titel                  | Taal      | Aziatische titel                       |
| ----------------- | ------------------------------ | --------- | -------------------------------------- |
| 13 juli 2007      | Change Me                      | Mandarijn | 改變自己                               |
| 11 augustus 2006  | Heroes of Earth Live Concert   | Mandarijn | 蓋世英雄 Live Concert 演唱會影音全記錄 |
| 3 december 2005   | Heroes of Earth                | Mandarijn | 蓋世英雄                               |
| 31 december 2004  | Shangri-La                     | Mandarijn | 心中的日月                             |
| 28 juli 2004      | Hear My Voice                  | Japans    |                                        |
| 15 oktober 2003   | Unbelievable                   | Mandarijn | 不可思議                               |
| 9 mei 2003        | The Only One                   | Japans    | ジ・オンリー・ワン                     |
| 27 september 2001 | The One and Only               | Mandarijn | 唯一                                   |
| 5 juni 2000       | Forever's First Day            | Mandarijn | 永遠的第一天                           |
| 18 november 1999  | Impossible to Miss You Concert | Mandarijn | 不可能錯過你演唱會                     |
| 22 juni 1999      | Impossible to Miss You         | Mandarijn | 不可能錯過你                           |
| 1 april 1999      | Revolution Live Concert        | Mandarijn | 繞著力宏轉音樂會                       |
| 21 augustus 1997  | Revolution                     | Mandarijn | 公轉自轉                               |
| 18 juli 1997      | White Paper                    | Mandarijn | 白紙                                   |
| 27 december 1996  | Missing You                    | Mandarijn | 好想你                                 |
| 7 augustus 1996   | If You Heard My Song           | Mandarijn | 如果你聽見我的歌                       |
| 1 december 1995   | Love Rival Beethoven           | Mandarijn | 情敵貝多芬                             |

## Liedjes waarin hij meezong
- We Are Ready
- Stand Up!
- Beijing huanying ni